# Tatort: Schmuggler
Schmuggler ist ein Fernsehfilm aus der Krimireihe Tatort. Er ist die insgesamt 22. Folge aus Konstanz und die 18. des Ermittlerteams Blum und Perlmann. Der vom SWR produzierte Film wurde am 29. Januar 2012 erstmals ausgestrahlt, Regisseur war Jürgen Bretzinger.

## Handlung
Robert Riebsahl, Zollbeamter an der deutsch-schweizerischen Grenze, findet bei einer Routinekontrolle im Wagen von Boris Krämer Kokain. Der schwört, dass er es Riebsahl heimzahlen werde. Wenig später wird Riebsahl in seinem Wagen tot aufgefunden. Bei seiner Schusswunde kann ein Selbstmord ausgeschlossen werden. Den Kollegen ist wenig über Riebsahls Privatleben bekannt, doch findet Kai Perlmann bei der Hausdurchsuchung Frauenunterwäsche. Es stellt sich heraus, dass Riebsahl mit seiner Kollegin Marie Schreiber bis vor einigen Wochen eine Beziehung hatte. Bei einer späteren Durchsuchung von Riebsahls Wohnung wird Perlmann niedergeschlagen. Er und Klara Blum überprüfen nun Alibis für verschiedene Vorfälle. Zugleich ärgern sie sich beruflich über zwei Aspekte: Die neue Sekretärin Tanja Kraft sorgt mit ihrem Übereifer für Chaos und der neugewählte Landtagsabgeordnete Stefan Müller-Allen mit seinen rigorosen Sparmethoden auch bei der Polizei für Unruhe.
Dealer Boris Krämer wurde zwei Stunden vor Riebsahls Tod aus der Untersuchungshaft entlassen, da er das Kokain als Eigenbedarf ausgeben konnte. Er fällt jedoch als Täter aus, da er zum Tatzeitpunkt beim Eishockeytraining war. Hier trainiert auch Zollbeamter Kevin Kümmerle, der unbewusst Krämers Rauschgifttransporte gedeckt hat, da er seinen Wagen bei Routinekontrollen nicht überprüfte. Kümmerle wird von seinem Chef Neuerer abgemahnt.
Marie Schreiber wird eines Tages von Herrn Polzner, Inhaber eines Chauffeurbetriebes, abgepasst. Er bietet ihr wöchentlich einen finanziellen Zuschuss, wenn sie seinen Wagen zu bestimmten Zeiten nicht überprüft – Marie hat seit kurzer Zeit einen Schäferhund, der auf Banknoten abgerichtet ist. In diesen Zeiten chauffiert er den Schweizer Anlageberater Röttli. Marie lehnt das Angebot ab, auch wenn sie finanzielle Probleme hat und der Gerichtsvollzieher schon mehrfach bei ihr war. Röttli ist auch im Visier von Blum und Perlmann, da sie Fotos von Polzners Wagen in Riebsahls Unterlagen fanden. Er schien dem Geldschmuggel per Chauffeurservice auf die Schliche gekommen zu sein. Perlmann gibt sich kurzerhand als Kunde aus und deutet Röttli gegenüber an, eine hohe Erbschaft am deutschen Fiskus vorbeischmuggeln zu wollen. Röttli wiederum macht deutlich, dass über die Grenze geschmuggeltes Geld nicht entdeckt werden wird. Nachdem der Gerichtsvollzieher mal wieder vor Marie Schreibers Tür stand, stimmt sie Polzners Angebot zu, nur um seinen Wagen bei einem dieser Termine im Beisein von Blum und Perlmann zu kontrollieren. Sie finden einen sechsstelligen Bargeldbetrag im Wagen.
Röttli wird in Untersuchungshaft genommen. Er war zur Tatzeit angeblich bei einem Kunden, will jedoch seinen Namen nicht nennen. Von Polzner erfahren die Ermittler wiederum, dass er kein Interesse an Riebsahls Tod hatte: Riebsahl hatte erst kurz vor seinem Tod 5.000 Euro von ihm gefordert, damit er die Schmuggelgeschäfte nicht verrät, und Polzner hatte gezahlt. Als Röttli dies erfährt, ist er verblüfft, zahlt er selbst doch seit geraumer Zeit wöchentlich 200 Euro für eine Liste der geplanten Zollkontrollen. Liste und Geld werden hinter dem Spiegel des Besucher-WCs der Zollstelle versteckt und Röttli weiß nicht, wer sein Partner in dieser Geschichte ist. Dafür verrät er den Namen seines Kunden, dessen Schwarzgeldkonten er in der Schweiz betreut: Stefan Müller-Allen. Die Ermittler erfahren, dass die von Polzner erpressten 5.000 Euro erst am Vortag abgehoben wurden, also muss Riebsahl einen Verbündeten gehabt haben. 
Nach der Installation einer Kamera im Besucher-WC können Blum und Perlmann den Leiter der Zollstation Neuerer als Empfänger der wöchentlichen 200 Euro identifizieren. Er entzieht sich dem Zugriff, indem er Marie Schreiber als Geisel nimmt. Er lässt sie kurz darauf gehen und erschießt sich. Marie meint, er habe ihr die Ermordung von Riebsahl und die Erpressung von Polzner gestanden. Zum Zeitpunkt der Geldabhebung konnte Neuerer jedoch gar nicht bei einer Bank gewesen sein. Am Ende überführen die Ermittler Marie: Sie hatte die 5.000 Euro unter Riebsahls Namen erpresst und Riebsahl hatte davon erfahren. Er wollte sie anzeigen und lachte sie aus, als sie ihn in seinem Wagen mit einer Waffe bedrohte. Beim anschließenden Gerangel löste sich ein Schuss. 
Perlmann nimmt Marie Schreiber fest und Klara Blum bleibt nachdenklich zurück. Stefan Müller-Allen wiederum zeigt sich wegen Steuerhinterziehung selbst an, was zumindest das Ärgernis der rigorosen Einsparungen beendet.

## Hintergrund
Die Dreharbeiten zu Schmuggler fanden vom 18. Januar bis zum 18. Februar 2011 statt. Gedreht wurde unter anderem in Baden-Baden, Kreuzlingen und Konstanz.

## Rezeption

### Einschaltquoten
Die Erstausstrahlung am 29. Januar 2012 auf Das Erste verfolgten 9,36 Millionen Zuschauer ab drei Jahren, was einem Marktanteil von 24,5 Prozent entspricht. Bei den 14- bis 49-Jährigen waren es 2,89 Millionen (18,3 Prozent Marktanteil).
In Österreich sahen den auf ORF 2 ausgestrahlten Film etwa 840.000 Zuschauer; somit erreichte er einen Marktanteil von 26 Prozent.

### Kritik
Michael Hanfeld von FAZ.net bezeichnete das Spiel von Eva Mattes und Sebastian Bezzel als „locker und routiniert“ und lobte Julia Koschitz als von Erpressern bedrängte Zollbeamtin. Der hier angewandte Humor sei jedoch „wie zu Großvaters Zeiten“. Süddeutsche.de merkte an, dass Eva Mattes in ihrer Rolle Sätze sagen müsse, „die Harry Klein so ähnlich in der Schwarz-Weiß-Phase des Kommissars im Drehbuch stehen hatte“; das Finale enthalte zudem „deutsch-ranzige[n] Weihnachtsfeierhumor“. Die Altbackenheit kritisierte auch tittelbach.tv, so besitze der Krimi eine „Krimi-Tonspur wie in den 70ern“, bei der bei spannenden Szenen die Tonspur künstlich hochgedreht werde. Die Grundidee des Films sei zwar gut, der Beginn jedoch schwach. Auch die TV Spielfilm nannte die Handlung „halbwegs glaubwürdig und zügig erzählt“, befand jedoch, dass dem Film einige „‚überraschende‘ Wendung[en] und ein paar gequälte Scherze weniger“ gut getan hätten.